# Weilersbach (Villingen-Schwenningen)
Weilersbach ist ein Stadtteil von Villingen-Schwenningen. 
Weilersbach liegt nördlich zwischen Villingen und Schwenningen in 700–760 m Höhe.

## Geographie
Der tief in die Muschelkalk-Hochfläche eingeschnittene Ammelbach verbindet Weilersbach mit dem benachbarten Kappel, einem Ortsteil von Niedereschach. Weilersbach hat bei einer Fläche von 716 ha (davon 141 ha Wald) ca. 1336 Einwohner. Das bedeutet eine Bevölkerungsdichte von ungefähr zwei Personen pro Hektar.

## Geschichte
Im Jahre 764 wurde Weilersbach zum ersten Mal urkundlich erwähnt. Viele umliegende Klöster (St. Gallen und St. Georgen, sowie die Franziskaner- und Johanniterorden zu Villingen) und der Ortsadel hatten Besitzrechte an Weilersbach. Weilersbach wurde im Dreißigjährigen Krieg stark heimgesucht. 
Beim Großen Dorfbrand 1834 wurden 41 von 63 Häusern vernichtet und anschließend solidarisch wieder aufgebaut. Seit dem Brand wurden alle örtlichen und häuslichen Freuden, Leiden und Hochzeiten von Heinrich Heini (1950) aufgezeichnet und von Hans Schleicher nachverfasst (siehe Literatur).
Weilersbach war bis 1803 ein Teil der Rottweiler Bruderschaft. Aus dieser Zeit stammt das Dorfwappen mit dem roten Buch und dem Bischofshut. 1810 wurde Weilersbach im Grenzvertrag zwischen Württemberg und Baden an Baden abgegeben und Villingen untergeordnet. Am 1. Januar 1975 wurde es in die Kreisstadt Villingen-Schwenningen eingegliedert, dessen Stadtteil es seitdem ist. Im Gebiet Herdenen, in dem im Jahr 2000 das große Einkaufszentrum Schwarzwald-Baar-Center eröffnet wurde und zahlreiche Industrie- und Gewerbeunternehmen angesiedelt sind, sollte eine Mehrzweckhalle errichtet werden. Doch der Bau zog sich über Jahre hin, und es war lange ungewiss, ob Weilersbach eine Halle bekäme. Nach zahlreichen „Hallen-Förder-Festen“ auf dem Dorfplatz wurde im Jahr 2000 doch die lang versprochene Halle gebaut. Aufgrund dieser Unstimmigkeiten und der langen Wartezeit sehen viele Weilersbacher das Gewerbegebiet Herdenen noch heute als einen Teil von Weilersbach an.

## Politik
In Weilersbach gilt die 1970 beschlossene Ortschaftsverfassung mit Ortsvorsteher und örtlicher Verwaltung. Alle fünf Jahre werden bei den Kommunalwahlen die Ortschaftsräte für fünf Jahre gewählt. Diese wählen einen Ortsvorsteher, der im Auftrag des Oberbürgermeisters handelt und den Gemeinderat berät.

## Brauchtum
Weilersbach hat viel dorfeigenes Brauchtum und ist in den umgebenden Orten dafür bekannt, beispielsweise zur Fastnacht mit dem „Weilersbacher Bär“ und seit dem Jahre 1995 mit der von Marion Bauer, Martin Braun und anderen gegründeten Fastnachtszunft „Epfelschittler Willerschbach“. Die Zunft hat ihre Wurzeln in dem großen Dorfbrand von 1834 und unterhält an der Fastnacht Jung und Alt im Dorf.

## Kultur
Zu den großen Vereinen im Ort zählen der Männergesang Weilersbach 1922 e.V., der Musikverein Weilersbach e. V. (mit Bläserjugend), Epfelschittler Willerschbach 1995 e.v., der FC Weilersbach 1919 e.V., der TC Weilersbach sowie seit 2023 die Ammelbach-Hexen. 
Das alljährliche Theater wird in der Regel abwechselnd von einem Weilersbacher Verein geleitet.

## Sport
Der FC Weilersbach spielt Fußball in der Bezirksliga ab der Saison 2018/19.  Außerdem wird beim TC Weilersbach auch Tennis gespielt.

## Belege
1. ↑  Statistisches Bundesamt (Hrsg.): Historisches Gemeindeverzeichnis für die Bundesrepublik Deutschland. Namens-, Grenz- und Schlüsselnummernänderungen bei Gemeinden, Kreisen und Regierungsbezirken vom 27.5.1970 bis 31.12.1982. W. Kohlhammer, Stuttgart / Mainz 1983, ISBN 3-17-003263-1, S. 517 (Statistische Bibliothek des Bundes und der Länder [PDF; 41,1 MB]).